# Secret (sydkoreansk musikgrupp)
Secret (hangul: 시크릿) är en sydkoreansk tjejgrupp bildad 2009 av TS Entertainment.
Gruppen består av de tre medlemmarna Hyosung, Hana, Jieun och Sunhwa.

## Medlemmar
| Födelsenamn   | Födelsenamn | Födelsedatum    |
| Romanisering  | Hangul      | Födelsedatum    |
| ------------- | ----------- | --------------- |
| Jun Hyo-seong | 전효성      | 13 oktober 1989 |
| Jung Ha-na    | 정하나      | 2 februari 1990 |
| Song Ji-eun   | 송지은      | 5 maj 1990      |
| Han Sun-hwa   | 한선화      | 6 oktober 1990  |

## Diskografi

### Album
| Albuminformation                                               | Topplacering          | Topplacering   |
| Albuminformation                                               | Sydkorea (Gaon Chart) | Japan (Oricon) |
| Koreanska                                                      | Koreanska             | Koreanska      |
| -------------------------------------------------------------- | --------------------- | -------------- |
| Secret Time (EP-skiva) - Släppt: 1 april 2010                  | 4                     | —              |
| Madonna (EP-skiva) - Släppt: 12 augusti 2010                   | 5                     | —              |
| Shy Boy (Singelalbum) - Släppt: 6 januari 2011                 | 4                     | —              |
| Starlight Moonlight (Singelalbum) - Släppt: 1 juni 2011        | 2                     | —              |
| Moving in Secret (Studioalbum) - Släppt: 18 oktober 2011       | 3                     | —              |
| Poison (EP-skiva) - Släppt: 13 september 2012                  | 3                     | —              |
| Letter from Secret (EP-skiva) - Släppt: 30 april 2013          | 7                     | —              |
| Gift from Secret (Singelalbum) - Släppt: 9 december 2013       | 7                     | —              |
| Secret Summer (EP-skiva) - Släppt: 11 augusti 2014             | 2                     | —              |
| Japanska                                                       |                       |                |
| Shy Boy (EP-skiva) - Släppt: 16 november 2011                  | —                     | 9              |
| Welcome to Secret Time (Studioalbum) - Släppt: 22 augusti 2012 | —                     | 11             |

### Singlar
| År        | Titel                 | Topplacering          | Topplacering   |
| År        | Titel                 | Sydkorea (Gaon Chart) | Japan (Oricon) |
| Koreanska | Koreanska             | Koreanska             | Koreanska      |
| --------- | --------------------- | --------------------- | -------------- |
| 2009      | "I Want You Back"     | 27                    | —              |
| 2010      | "Magic"               | 2                     | —              |
| 2010      | "Madonna"             | 1                     | —              |
| 2011      | "Shy Boy"             | 2                     | —              |
| 2011      | "Starlight Moonlight" | 2                     | —              |
| 2011      | "Love is Move"        | 3                     | —              |
| 2012      | "Poison"              | 4                     | —              |
| 2012      | "Talk That"           | 6                     | —              |
| 2013      | "YooHoo"              | 5                     | —              |
| 2013      | "I Do I Do"           | 15                    | —              |
| 2014      | "I'm in Love"         | 13                    | —              |
| Japanska  |                       |                       |                |
| 2011      | "Madonna"             | —                     | 9              |
| 2012      | "So Much For Goodbye" | —                     | 17             |
| 2012      | "Twinkle Twinkle"     | —                     | 16             |
| 2014      | "I Do I Do"           | —                     | 14             |
| 2014      | "YooHoo"              | —                     | 17             |